# Mohamed Amir
Mohamed Amir (ur. 27 listopada 1969) – malediwski lekkoatleta, olimpijczyk.
Reprezentował Malediwy w biegu na 400 metrów na Letnich Igrzyskach Olimpijskich 1992, które odbyły się w Barcelonie. Kolejny raz reprezentował kraj podczas Letnich Igrzysk Olimpijskich 1996 w Atlancie, gdzie uczestniczył w biegu na 400 metrów oraz sztafecie 4 × 400 metrów. We wszystkich konkurencjach odpadł w fazie eliminacji.